# Peter Molyneux
Peter Molyneux és un creador de videojocs d'èxit, guardonat amb premis com l'Ordre des Arts et des Lettres francesa o un doctorat honoris causa.

Després de treballar per a diverses companyies d'informàtica, va fundar Bullfrog, inici de la seva carrera creativa. Alguns dels jocs més famosos que ha dissenyat són Populous, Powermonger, Theme Park, Genewars, Dungeon Keeper i Fable. En l'actualitat està compromès amb el desenvolupament del controlador Kinect.

## Jocs

### Abans deBullfrog
- The Entrepreneur (1984) (dissenyador/programador)
- Druid 2

### Produccions aBullfrog
- Fusion (1987) (dissenyador/programador)
- Populous (1989) (dissenyador/programador)
- Powermonger (1990) (dissenyador/programador)
- Populous II: Trials of the Olympian Gods (1991) (dissenyador/programador)
- Syndicate (1993) (productor)
- Theme Park (1994) (cap de projecte/cap de programadors)
- Magic Carpet (1994) (productor executiu)
- Hi-Octane (1995) (productor executiu)
- Genewars (1996)
- Dungeon Keeper (1997) (cap de projecte/dissenyador)

### Produccions a Lionhead Studios
- Black & White (2001) (concepte/dissenyador cap/programador)
- Fable (2004) (dissenyador)
- Fable: The Lost Chapters (2005) (dissenyador)
- The Movies (2005) (dissenyador executiu)
- Black & White 2 (2005) (dissenyador cap)
- The Movies: Stunts & Effects (2006) (dissenyador executiu)
- Black & White 2: Battle of the Gods (2006) (dissenyador cap)
- Fable II (2008) (dissenyador cap)
- Fable III (2010) (dissenyador cap)
- Milo and Kate (anteriorment conegut com a The Dmitri Project) (TBA) (dissenyador cap)